# 뉴 스텝업: 어반댄스
《뉴 스텝업: 어반댄스》(Born to Dance)는 2015년 공개된 뉴질랜드의 댄스 영화이다. 《스텝 업 시리즈》와는 관계가 없는 작품이다.

## 출연
- 티아 마이피 - 투 역
- 케링턴 페인 - 사샤 역
- 스탠 워커 - 벤지 역
- 존 투이 - 잭 역
- 패리스 고블
- 조던 크루이크섕크 - 케인 역
- 마이클 메투아코어 - 티노 역